# 박갑수 (교수)
박갑수(朴甲洙, 1934년 8월 20일 ~ 2024년 2월 23일)는 대한민국의 교수이다.

## 학력
- 청주고등학교 (졸업)
- 서울대학교 (국어교육학 / 학사)
- 서울대학교 (국어국문학 / 석사)

## 경력
- 서울대학교 국어교육과 교수
- 한국어국제화추진협의회 회장
- 한국어세계화재단 이사